# Guhrow
Guhrow (em baixo sorábio: Góry) é um município da Alemanha, situado no distrito de Spree-Neiße, no estado de Brandemburgo. Tem 6,62 km² de área, e sua população em 2019 foi estimada em 531 habitantes.